# Stromanthe guapilesensis
Stromanthe guapilesensis är en strimbladsväxtart som först beskrevs av John Donnell Smith, och fick sitt nu gällande namn av H.A.Kenn. och Dan Henry Nicolson. Stromanthe guapilesensis ingår i släktet broktoppar, och familjen strimbladsväxter.
Artens utbredningsområde är Costa Rica. Inga underarter finns listade.